# Un riccio nella tempesta
Un riccio nella tempesta è un saggio di divulgazione scientifica di Stephen Jay Gould, professore di geologia, biologia e storia della scienza a Università Harvard, che raccoglie ben 18 saggi su argomenti di varia natura, principalmente nel campo della biologia e dell'evoluzione.

## Contenuto
Il libro si suddivide in cinque parti:
- Parte prima. La teoria dell'evoluzione
  - 1. Come si adatta un panda?
  - 2. Darwismo stereotipato
  - 3. Un peccato di omissione?
  - 4. Il fantasma di Protagora

- Parte seconda. Il tempo e la geologia
  - 5. Il potere della narrazione
  - 6. Tempo profondo e moto incessante

- Parte terza. Determinismo biologico
  - 7. Geni sul cervello
  - 8. La ritirata di Jensen
  - 9. Eredità e ambiente

- Parte quarta. Quattro biologi
  - 10. Trionfo di un naturalista
  - 11. Genio contrastato
  - 12. Esultanza e spiegazione
  - 13. Una chiamata per il dottor Thomas

- Parte quinta. In lode della ragione
  - 14. Sogni piacevoli
  - 15. I pericoli della speranza
  - 16. "Utopia, Limited"
  - 17. L'integrità e il signor Rifkin
  - 18. Il rivelatore di ciarlatani

## Edizioni
- Stephen Jay Gould, Un riccio nella tempesta, traduzione di Libero Sosio, Saggi, Feltrinelli - Milano, 1991,  p. 254, ISBN 88-07-08103-2.